# 港九潮州公會中學
港九潮州公會中學（英語：Hong Kong & Kowloon Chiu Chow Public Association Secondary School），原名港九潮州公學，是香港一所政府津貼男女文法中學，成立於1957年，採用母語教學，由香港九龍潮州公會主辦，位於九龍旺角洗衣街150號，毗鄰旺角東站。學校於1958年開課，現時與廣州市花都區東暉學校締結為姊妹學校。

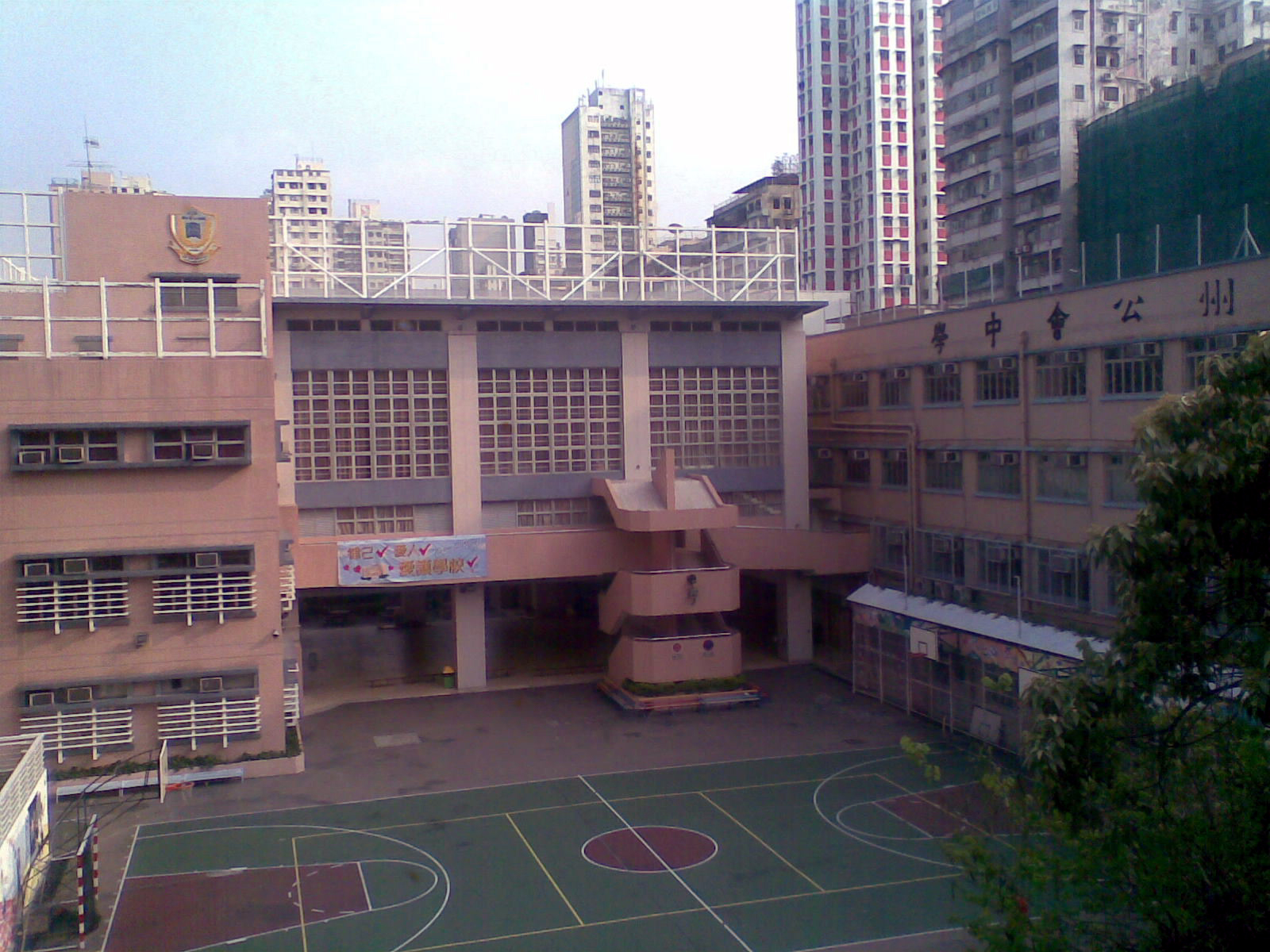
港九潮州公會中學校舍內觀

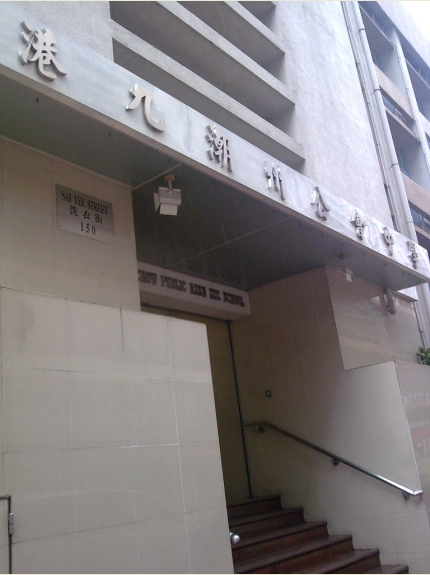
港九潮州公會中學位於洗衣街150號

## 校政管理[7]
歷任校監
- 1958年至？：謝錫奎 先生[8]
- 陳卓平 先生[9]
- 黃本華 先生[10]
- 鄭金源 先生[11]
- 黃志強 先生[12]
- 1973年至1974年：馬壁魂 先生[13]
- 1974年至？：馬松深 先生[14][15]
- 劉世仁 先生[16]
- 林建名 先生[17]
- 馬介璋 先生[18]
- 馬介欽 先生[19]

歷任校長（中學日校）
- 1961-1971：黃植森 先生（創校校長）
- 1971-1973：鄭守仁 先生[20]
- 1974-1978：郭霖沅 先生[16][21]
- 1978-1980：徐憲清 先生[22]（原崇蘭中學校長，後轉職至順德聯誼總會譚伯羽中學）
- 1980-1981：李鴻鈞 先生[23]
- 1981-1984：鄭文煒 先生[24]
- 1984-1985：廖寅顯 先生[25]（原浸信宣道會明基小學及基督書院校長）
- 1985-2007：鄭琨 先生[26][27]
- 2007-2015：黃智立 先生[28]
- 2015年至今：陳淑英 女士[29]

歷任校長（夜中學）
- 蘇曾懿 先生（中文部）[30]
- 陳汝梅 先生（中文部）[14][26]
- 李思泌 先生（英文部；本身為樂善堂余近卿中學校長）[26][31]
- 梁義蛟 先生（中文部）[32]

歷任校長（小學）
- 1958年至1971年：黃植森 先生[8]
- 陳卓平 先生[33]

歷任副校長（中學日校）
- 黃兆東 先生[34]
- 鄭琨 先生[25]
- 李國南 先生[26]
- 韓孝述 先生[35]
- 梁志輝 先生[36]
- 莫詠怡 女士[37]
- 郭家敏 女士

## 歷史
香港九龍潮州公會於1949年起分別在尖沙咀、深水埗及九龍城興辦潮州公會第一、第二及第三義學夜校，以讓九龍半島的失學兒童獲得學習機會。礙於校舍面積小，公會因此向教育司及政府申請撥地建立一個新校舍。及後政府撥出洗衣街五萬方尺官地，公會名譽顧問及永遠名譽會長顏成坤遂於1955年主持建校委員會，與馬錦燦、鄭植之、蔡章閣、羅鷹石、林百欣、廖烈文、王澤森等潮籍人士，向各方人士募集捐款逾六十萬，在旺角洗衣街現址籌建面積達一萬三千方尺的港九潮州公學。1957年創校後，他擔任該校的校董會主席，1960年榮任永遠校董會主席。校舍開幕禮由時任港督葛量洪爵士主禮。港九潮州公學創辦初年只設有小學部，其後於1959年著手增辦中英文夜校，1961年增建中學部。顏成坤除了擔任籌款委員會主席，又捐出十餘萬港元，使中學部得以成立。1971年，學校增辦中六預科。1982年由私立中學轉為政府資助中學。1986年增設中七預科。1999年，獲政府撥款3200萬元興建新禮堂大樓。另外潮州各鄉彥捐款合共500多萬元進行大型校園改善工程。當2001年新禮堂開幕後，學校正式由港九潮州公學易名為港九潮州公會中學。
2005年，學校的龍獅隊參加由台灣省舞獅技藝會主辦的2005國際醒獅舞龍邀請賽，結果於日光龍及夜光龍比賽中分別奪得亞軍和季軍，擊敗其他來自新加坡、馬來西亞、台灣、澳門等地的參賽隊伍。後來在2017年，港九潮州公學為提升整體公開試成績，被指大規模勸喻成績不達標學生留級或另覓出路。2016學年一班中五生，全班共二十一人，竟只有七人獲升中六，升班率僅三成。教育局發言人回應本報查詢表示，有關事件正按既定程序處理。基於教育原則，學校不應開除學生，也不應以學生成績、出席率欠佳或行為不當等理由，強逼學生退學或勸喻學生離校。

## 校園設施
學校於1975年計劃由潮州會館名譽顧問林肇庭則師設計，增建四層高的校舍。現設有30間課室及21間特別室，包括生物室、化學室、物理室、電腦室、地理室及美術室、音樂室、科學室等，還有圖書館、社工室、教員室、籃球場、網球場、魚菜共生系統、銀樂室、舞蹈室及蒸飯室等。而校園內的鳴鳳亭則於1969年揭幕啟用，由時任校董、珠寶商人周欽宣捐款興建以紀念家慈周蕭鳴鳳。1998年獲政府撥款3100萬港元興建禮堂大樓，並增設多媒體教學室、語言實驗室及第二個電腦室，在2001年落成啟用。此外，該校在2015-2016年獲校董會撥款20多萬元進行校園美化工程，新建網球場及重塑位於洗衣街外牆，由師生負責外牆壁畫。

## 校內組織
港九潮州公會中學全校分設四社：紅社、黃社、藍社及綠社。學科學會有中文學會、數學學會、中西史學會、美術學會、英文學會、經濟及商業學會、等。文康活動有花式跳繩隊、銀樂隊、合唱隊、舞蹈組、戲劇學會、科學學會、龍獅隊、籃球會、電腦學會、攝影會、乒乓球學會及田徑學會等。其他校內外組織還有升學及就業輔導組、風紀隊、香港童軍九龍第55旅、紅十字會青年團YU152、公益少年團及少年警訊等。以往曾設有交通安全隊。

## 著名/傑出校友
勞工界
- 林小薇：香港工會領袖，嶺南大學學生會前時事及國是幹事、前職工盟教育及發展幹事、建築地盤職工總會組織幹事

演藝界
- 霍健邦：香港無綫電視藝人
- 張詩欣：香港無綫電視藝人

體育界
- 范家銘：香港游泳運動員[59]
- 呂宇俊：教育家（夜校）
- 黎鉅輝：泰國跳繩運動員[60]
- 郭義德：香港跳繩運動員[61]
- 李梓潤：香港跳繩運動員[62]
- 陳育生：香港龍獅運動員[63]

商業、專業界
- 郭國龍：普通科醫生
- 關景鴻，JP：前景鴻集團主席
- 溫浩源：鼎豐會計師行董事、香港大學、香港中文大學及香港公開大學講師[64]
- 蕭成財：博愛醫院董事局前主席、香港航天科技教育產業有限公司董事長[65]
- 林順潮，JP（1972年小六）：香港眼科醫生、香港立法會議員（選舉委員會）、香港中文大學眼科及視覺科學系教授暨前主任[66]

政治、公共事業界
- 陳馮富珍，OBE，JP（1961年小六）：前世界衛生組織總幹事及前香港特別行政區政府衛生署署長[67]
- 成元興，BBS（1962年小六上午校）：前油尖旺區議會委任議員[68]

## 外部連結
- 港九潮州公會中學 （页面存档备份，存于）
- 港九潮州公會中學校友會 （页面存档备份，存于）